# 刘治洲

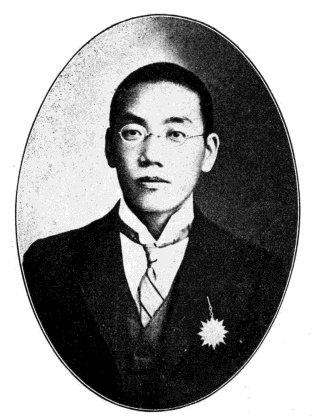
《民国之精华》中的刘治洲照片

刘治洲（1882年—1963年），字定五，陕西凤翔人。中国民主革命家，中华民国及中华人民共和国政治人物。

## 生平

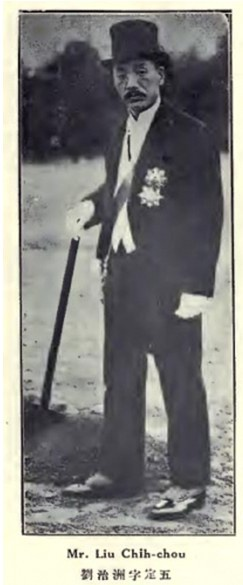
《中国名人录（第三版）》中的刘治洲照片

清朝光绪三十二年（1906年），刘治洲考入凤翔府中学堂，后被选入上海理化专科学堂学习。毕业后，他留学日本，并在留学期间加入中国同盟会。宣统二年（1910年）冬，他回到西安，任陕西中等农林学堂（后于1912年改为三秦公学）理化教习，并且同井勿幕、张凤翙、胡景翼等人来往密切。
1911年10月辛亥革命西安起义获得成功。同年11月，清军进攻凤翔，当时正任教于凤翔八邑中学堂的刘治洲奉命到西安求援。刘治洲和王丕卿等人商量联络关中民军以抵抗清军。经过三个月的战斗，清军败退，凤翔解围。
1912年冬，他当选民元国会众议院议员。1913年6月，袁世凯解散国会，他自北京赴上海从事反袁活动。1917年7月，他和其他200多名国会议员赴广州参加广州国会非常会议，选举孙中山任护法军政府大元帅，刘治洲出任大元帅府秘书。1922年6月，刘治洲应黎元洪的邀请，任北京政府农商次长、代理总长。1924年12月初，国民军第二军胡景翼派刘治洲、屈武、李仲山、寇遐、李可亭共五人作为代表到天津欢迎北上赴北京的孙中山。1925年5月，刘治洲任陕西省省长。1926年4月到11月，西安被刘镇华围攻。刘治洲和杨虎城、李虎臣同住一处，帮助二虎守长安。西安解围以后，刘治洲以守城军
民代表的名义到平凉迎接国民军联军总司令冯玉祥。
1927年5月，冯玉祥率国民革命军第二集团军自西安出师参加北伐，此后先后攻克了河南郑州、开封等地。刘治洲随军出征，历任郑州市市长、河南省建设厅厅长、冯玉祥的高级顾问。在郑州时，他曾同中国共产党党员一起共事，并且掩护过南汉宸、张道吾等人。
1930年春，刘治洲作为冯玉祥的总参议赴太原，敦促阎锡山反蒋，被阎锡山聘任为高级顾问。此后，他到各地联络反蒋抗日。1932年冬，他帮冯玉祥组织察哈尔民众抗日同盟军，并任总参赞。他还在天津设秘密联络站，以便联络中国各地的反蒋抗日派别联系。他动员身为学生的侄子刘仁民到察哈尔北部参加抗日。1934年秋，他作为冯玉祥的代表赴广州，和陈济棠秘密商讨联合反蒋的“抗日方案”。从广州返回的途中，他在滁州站被南京方面派出的特务逮捕，后被押至南京关进监狱。经过阎锡山、冯玉祥等人向南京方面索要，他方获释，乃归太原在家养病。
1935年秋，宋哲元出任平津卫戍司令，刘治洲被聘为高级顾问。1937年七七事变后，他被任命为陕西省政府委员兼陕西省银行董事。抵达西安后，他送侄子刘鸿志（刘安民）入云阳青年干部训练班学习。后来刘鸿志参加中国共产党，并在陕北任职，后来遭日军飞机炸伤，刘治洲接受了中共党组织的安排，收留侄子刘鸿志在西安自己家中养伤，伤愈后又将其送往陕甘宁边区首府延安。1944年，经刘治洲推荐，中国共产党党员张锋伯出任临潼县县长。张锋伯暗中运送武器以及军需品给陕甘宁边区，被国民党特务发现，遂遭到逮捕。刘治洲多次在陕西省政府会议上斥责经办此案的主管人员诬陷张锋伯，并声称如果不释放张锋伯就要和全陕西的乡绅共同上告。当局乃将张锋伯撤职并释放。
1946年秋，刘治洲不再任职于陕西省政府。1948年，他迁居上海。1949年初，他赴香港，和李济深、郭沫若等人同住，后经中国共产党安排北上。同年冬，刘治洲获周恩来约见，周恩来托刘治洲赴香港进行对台湾的宣传。1950年春，刘治洲赴香港。1953年夏，他回到北京，任全国政协委员，后来又任中国国民党革命委员会中央团结委员会委员。毛泽东曾派人慰问刘治洲，并赠款以助其养病。刘治洲曾将自己的存款共计1756.7元人民币捐给凤翔县修复西宝公路北线八旗屯桥。
1963年7月6日，刘治洲病逝于北京。